# Esqualiformes
Els esqualiformes (Squaliformes) són un ordre de taurons que inclou unes 80 espècies distribuïdes en quatre famílies.
Els membres d'aquest ordre presenten dues aletes dorsals i cap d'anal.

## Classificació
Família Echinorhinidae
- Echinorhinus
- Pseudoechinorhinus

Família Centrophoridae
- Centrophorus
- Deania

Família Dalatiidae
- Aculeola
- Centroscyllium
- Centroscymnus
- Dalatias
- Etmopterus
- Euprotomicroides
- Europtomicrus
- Heteroscymnoides
- Isistius
- Mollisquama
- Oxynotus
- Scymnodalatias
- Scymnodon
- Somniosus
- Squaliolus

Família Squalidae
- Cirrhigaleus
- Squalus